# 181562 Paulrosendall
181562 Paulrosendall este o planetă minoră (asteroid) din centura de asteroizi. A fost descoperită pe 20 octombrie 2006 la Observatorul Național Kitt Peak de Marc Buie⁠(d). 
Obiectul prezintă o orbită caracterizată de o semiaxă mare de 2,4162275317382 UAi, o excentricitate de 0,11027145072456, o înclinație de 7,352545728553 ° în raport cu ecliptica.